# Hallelujah (John Cale)
Hallelujah è un singolo di John Cale del 1991, cover dell'omonimo brano di Leonard Cohen.

## Registrazione e pubblicazione
Sebbene Hallelujah fosse già stata interpretata dal vivo nel 1988 da Bob Dylan, fu John Cale il primo artista a pubblicare per primo una cover del brano. Quando chiese a Cohen il testo originale, ottenne 15 pagine di diverse strofe scritte originariamente per il brano, tra le quali Cale scelse di utilizzare solo quelle che riteneva fossero più pertinenti. La sua cover fu inserita nella raccolta-tributo a Cohen intitolata I'm Your Fan  del 1991. La trasposizione di Cale venne utilizzata nel film d'animazione del 2001 Shrek: essa tuttavia non fu inserita nella colonna sonora ufficiale del film, per questioni di royalty, venendo sostituita da un arrangiamento del cantautore canadese Rufus Wainwright basato su quello di Cale. La versione interpretata da Cale fornì la base anche per la cover incisa nel 1994 dal cantautore americano Jeff Buckley, che si ispirò molto all'arrangiamento della precedente cover.